# Julia Volkova
Julia Volkova (in russo Юля Волкова?), traslitterato anche come Yulia, all'anagrafe Julija Olegovna Volkova (in russo Ю́лия Оле́говна Во́лкова?; Mosca, 20 febbraio 1985) è una cantante e attrice russa, nota come componente del duo femminile t.A.T.u.
Dopo la separazione del duo, ha debuttato come cantante solista e ha ottenuto anche alcuni ruoli cinematografici. A seguito di gravi complicazioni alla sua voce, ha temporaneamente sospeso la pubblicazione di materiale musicale.

## Biografia

### Esordi e t.A.T.u.
Unica figlia di Oleg Volkov (uomo d'affari) e di Larisa Volkova (parrucchiera), all'età di sei anni viene iscritta alla scuola di musica per imparare a suonare il pianoforte. A nove anni entra a far parte del coro russo Neposedy, un gruppo vocale di bambini, dove incontrerà poco dopo Lena Katina. Nel 1999, a quattordici anni, lascia il coro e, con la collega corista Lena Katina, viene scelta dal produttore discografico Ivan Šapovalov per formare le t.A.T.u..

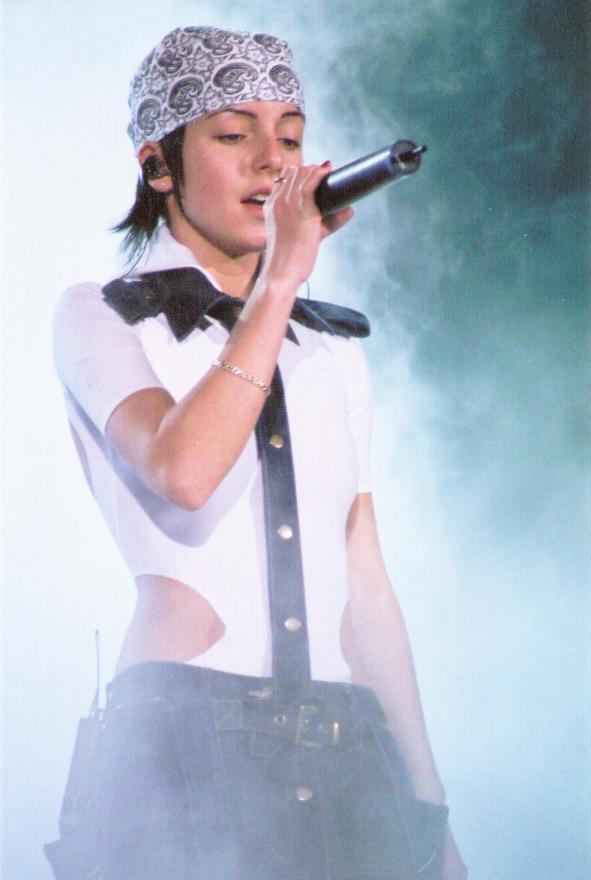
Julia Volkova durante un concerto delle t.A.T.u. a Tokyo nel 2003

Il primo album del duo, 200 po vstrečnoj (2001), cantato in russo, viene molto apprezzato nei Paesi dell'Europa orientale. L'anno successivo ne viene pubblicata una versione internazionale in lingua inglese, 200 km/h in the Wrong Lane, che ottiene grande successo, vendendo oltre otto milioni di copie nel mondo. L'album narra di un amore saffico tra due ragazzine e riceve ottimi riscontri grazie soprattutto al singolo All the Things She Said.
Nel 2005 tornano con gli album Dangerous and Moving, in inglese, e Ljudi invalidy, in russo, i quali temi sono più maturi e profondi. Al loro interno è contenuto il singolo di successo All About Us.
Nel 2008 esce il terzo album in russo Vesëlye ulybki, seguito nel 2009 dall'ultimo album internazionale Waste Management, che non gode di alcuna promozione da parte delle cantanti, le quali proprio in quel periodo decidono di prendere una pausa per concentrarsi sui percorsi solisti. Lo scioglimento ufficiale avviene poi nel 2011.
Il duo ha successivamente avuto riunioni occasionali, per poi interrompere ogni tipo di collaborazione nel 2014 a seguito di una brusca lite. I rapporti si sono ristabiliti soltanto nel 2022, quando le due cantanti si sono nuovamente congiunte per un'esibizione dopo un lungo periodo senza parlarsi.

### Carriera musicale solista
Nel 2010 inizia il suo percorso da solista sotto il nome di Julia Volkova. Il 27 gennaio 2011 viene aperto il suo sito ufficiale; successivamente, il giorno del suo compleanno (20 febbraio) si esibisce in pubblico, lanciando due brani (inizialmente previsti per il suo primo album da solista, attualmente inedito): Woman All the Way Down e Rage.
Nell'agosto di quell'anno firma un contratto con la Gala Records, etichetta russa affiliata alla EMI, e in ottobre annuncia un tour in Sud America per il mese successivo, che servirà da promozione per la sua carriera da solista.
Il 1º dicembre 2011 viene presentato nel suo sito il video del primo singolo in inglese, All Because of You (versione russa: Sdvinu mir), che entra in classifica in Russia.

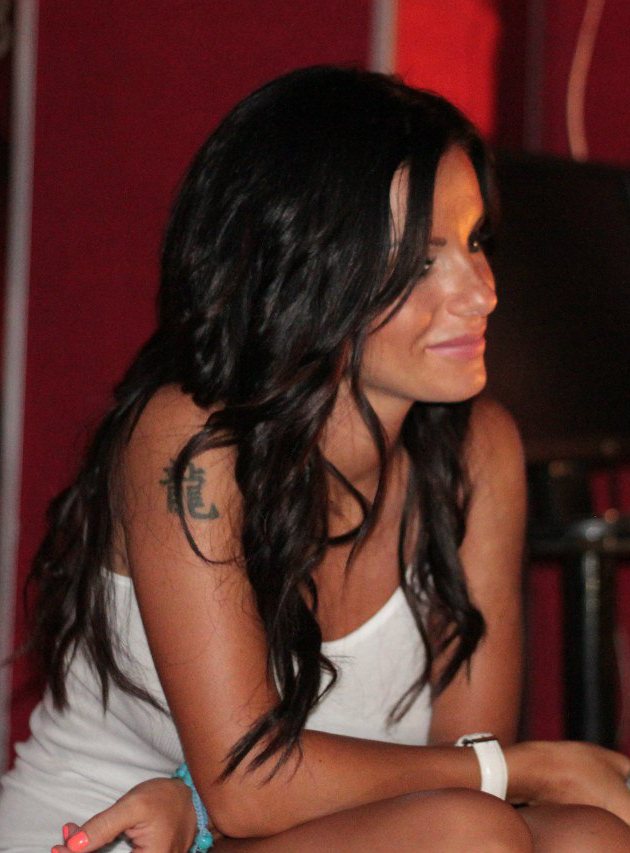
Julia Volkova nel 2012

Nel 2012 partecipa all'Evrovidenie per rappresentare la Russia all'Eurovision Song Contest con la canzone Back to Her Future, in coppia con Dima Bilan (vincitore dell'edizione 2008), arrivando seconda alle spalle del gruppo etno-folkloristico Buranovskie babuški, che andrà a Baku. Smaltito l'insuccesso, registra il video musicale di Ljubov'-suka, versione in russo di Back to Her Future.
Il 22 giugno 2012 gira a Cuba il video del suo secondo singolo in inglese, Didn't Wanna Do It (in russo Davaj zakrutim zemlju) scritto e prodotto dal duo svedese The Euroz (Saeed Molavi e Nadir Benkahla) e da Taj Jackson. Successivamente viene diffuso in rete il brano Night of Your Life, una collaborazione con Sergio Galoyan. L'anno seguente succede lo stessso per due demo in inglese dell'artista: Out of Your League e Found Love, anche questa con la partecipazione di Galoyan.
Nel 2014, insieme alla ex partner artistica Lena Katina, collabora con Ligalize e Mike Tompkins nel singolo Ljubov' v každom mgnovenii. Terminato ogni rapporto tra le due cantanti a causa di alcuni conflitti personali, Volkova si impegna nella promozione del singolo senza la partecipazione della ex collega.
Nel febbraio del 2015 Volkova è tra le concorrenti ufficiali della versione russa di Ballando con le stelle (Танцы со звёздами), ma a seguito di una frattura a una costola, viene eliminata nel corso della seconda puntata. Il 29 aprile viene ufficializzata la notizia di una tournée estiva negli Stati Uniti e in Canada attraverso le pagine social della cantante, che successivamente viene cancellata per ragioni sconosciute.
A distanza di tre anni dal secondo singolo da solista, a settembre annuncia il suo ritorno sulle scene musicali con il singolo in russo Derži rjadom. Le riprese del video iniziano il 19 settembre a San Pietroburgo e la clip del brano viene pubblicata il 30 ottobre 2015.
Il 25 aprile 2016 esce per il mercato digitale Spasite ljudi mir, il nuovo singolo della cantante, con il quale si esibisce durante il 25º anniversario del coro Neposedy. Gireranno voci di una versione inglese del brano, dal titolo It's Time to Save the World, che rimane però inedita.
Il successivo singolo della cantante, Prosto zabyt', viene pubblicato l'anno seguente, il 1º giugno 2017, sulle piattaforme digitali, seguito da un lungo periodo di assenza dall'industria musicale a causa di seri problemi alle corde vocali, che ne hanno compromesso l'attività performativa.

### Carriera cinematografica
Ancora bambina, esordisce nel mondo del cinema nel 1996, prendendo parte ad alcuni episodi dello show televisivo per bambini Eralaš, che ha visto come protagonisti anche futuri artisti russi come Glukoza.
Torna nelle vesti di attrice nel 2007 al fianco di Lena Katina e Mischa Barton nel film You and I, la storia di due ragazze adolescenti che si incontrano e si innamorarano ad un concerto delle t.A.T.u. a Mosca. Il film è basato sul romanzo t.A.T.u. Come Back, che è a sua volta basato su eventi realmente accaduti. Previsto per il 2008, il film debutta nelle sale cinematografiche a inizio 2011.
Nel 2011 partecipa alle riprese del film Zombie Fever (precedentemente intitolato Fear Mongers), una commedia horror girata in lingua russa a Minsk. Prodotto dalla New Wave Production nello stile di film come Benvenuti a Zombieland o Shaun of the Dead, Zombie Fever esce nelle sale russe nel 2013. Julia interpreta una delle protagoniste, Natasha.
Nel 2014 recita nel cortometraggio Together Apart, dove interpreta uno dei tre cupidi che uniscono gli amori lontani assieme a Lena Katina e Ligalize, con i quali ha inciso il brano Ljubov' v každom mgnovenii, che fa da colonna sonora al progetto. Il corto viene presentato fuori gara al Festival di Cannes 2014. Nello stesso anno fa un cameo in una puntata della serie televisiva slovacca Panelák.

### Esperienze nella moda
Insieme alla collega Lena Katina, diventa il volto della campagna autunnale-invernale 2008 in Russia dello stilista Marc Jacobs.
Nel 2013 crea e presenta una linea di scarpe, la C&C Shoes by JV.

### Parentesi politica
Nell'aprile 2021 annuncia la sua partecipazione alle elezioni legislative russe della Duma di Stato come candidata nella sezione regionale del Partito Russia Unita, in rappresentanza dell'Oblast' di Ivanovo. Tuttavia, perde le primarie del partito con un totale di 919 voti.

## Problemi alla voce

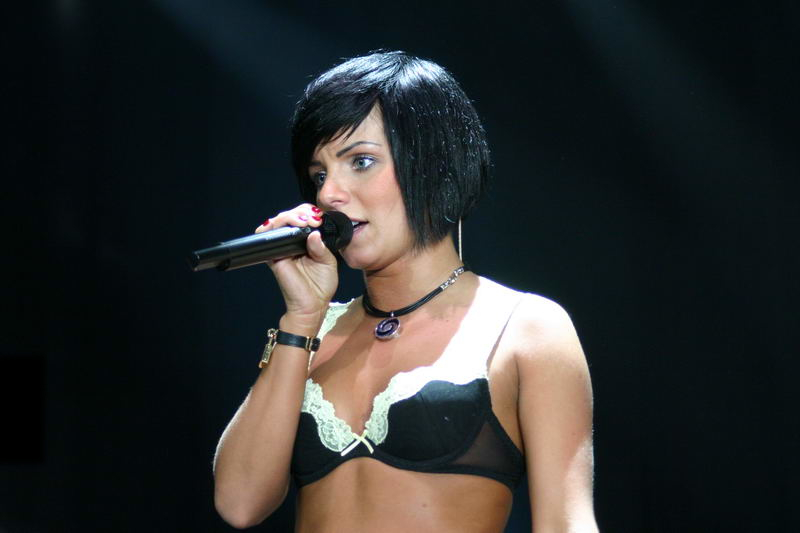
Julia Volkova nel 2006

Dotata di una voce squillante, ha mostrato un'innata propensione verso note molto alte, raggiunte senza l'utilizzo del falsetto o di particolari impostazioni vocali. Intuendone le potenzialità, fu proprio il manager delle t.A.T.u., Ivan Šapovalov, ad imporre alla cantante questo determinato stile, che spicca nella maggior parte delle canzoni del primo periodo del duo. Tra tutte emerge Nas ne dogonjat (versione russa di Not Gonna Get Us che presenta note più acute rispetto alla controparte internazionale), che sarà successivamente indicata dalla stessa ragazza come la principale ragione della perdita della sua voce.
Se da un lato l'estensione vocale di Volkova fu uno dei propellenti al successo mondiale del gruppo, dall'altro ebbe presto effetti disastrosi, causandole una cisti alle corde vocali, aggravata sempre più dalle numerose esibizioni a cui il duo, all'apice del successo, prese parte. Un ciclo di operazioni durante gli anni ha eliminato la cisti, ma la voce della cantante ha definitivamente perso l'estensione vocale tipica.
Nel 2012, inoltre, Volkova si è sottoposta a un intervento per rimuovere un cancro tiroideo: a causa di un errore durante l'operazione, la cantante ha però subito una lesione delle già danneggiate corde vocali, successivamente curata con diversi interventi. Tali problemi l'hanno tuttavia lasciata completamente afona per lungo periodo e sono andati ad incidere su una situazione già precaria, compromettendola ulteriormente e rischiando di mettere anzitempo fine alla sua carriera artistica.
Nel 2020, con la voce ancora piuttosto rauca e provata dalla chirurgia, la cantante ha affermato di non poter più tornare a cantare come un tempo.

## Vita privata

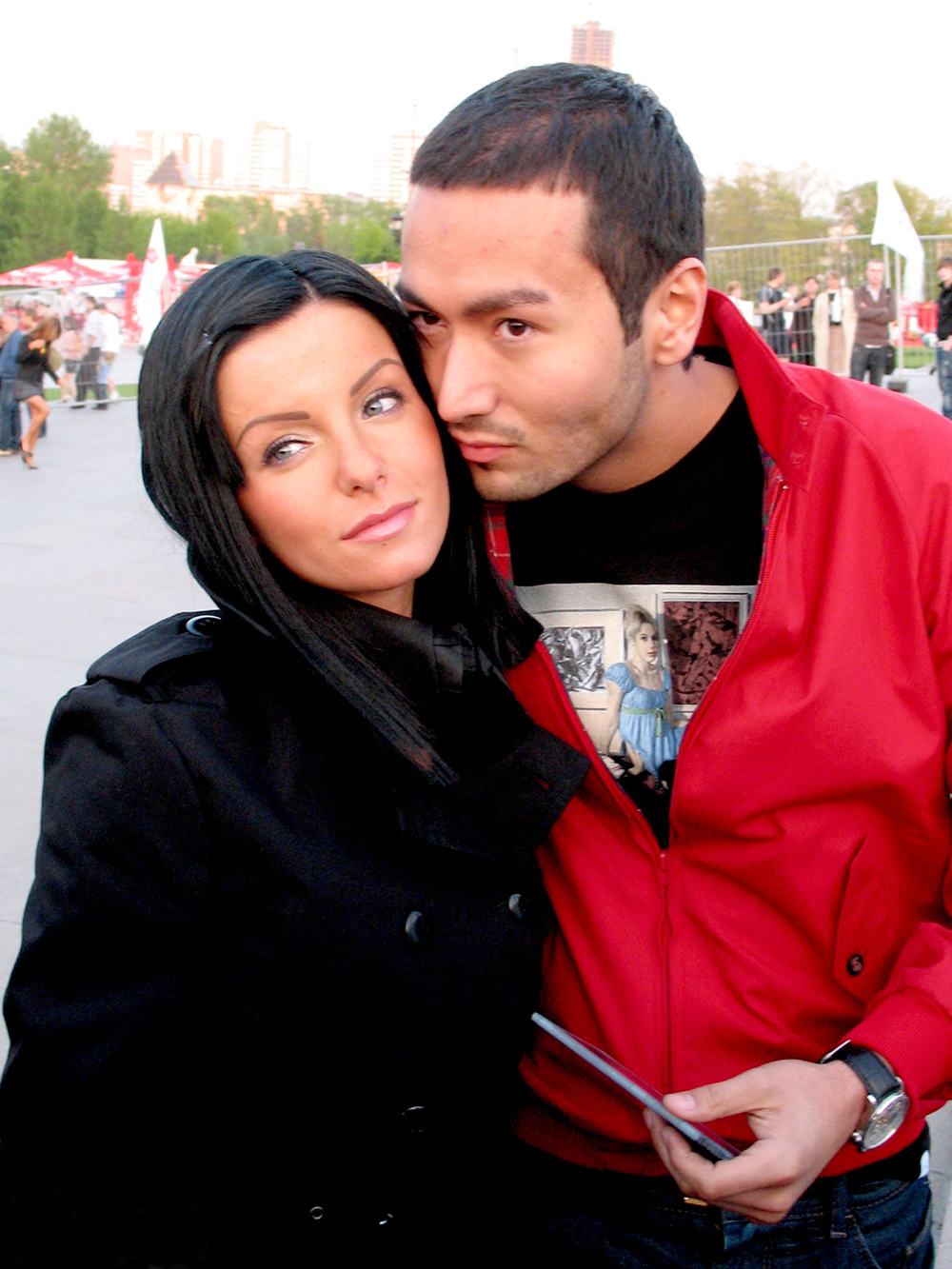
Julia Volkova assieme all'ex compagno Parviz Yasinov

Dichiaratasi bisessuale, a diciannove anni è diventata madre di Viktorija, nata il 23 settembre 2004 e avuta dal compagno Pavel Sidorov, il che creò alcune polemiche poiché quest'ultimo era già sposato e padre di una bambina. I due si sono separati nella primavera del 2005.
Nel 2007 ha annunciato di essere nuovamente incinta del suo secondogenito concepito con l'imprenditore di fede islamica Parviz Yasinov. Il bambino, di nome Samir, è nato il 27 dicembre 2007, mentre la relazione con Yasinov è terminata nel 2010. 
Nello stesso anno si è convertita all'islam, religione più vicina allo spirito della cantante. Tuttavia, nel 2017 si è riavvicinata all'ortodossia.
Nel 2020 è rimasta nuovamente incinta del suo nuovo compagno, ma alcune circostanze personali l'hanno portata a decidere di abortire, come era già avvenuto all'età di diciotto anni nel febbraio del 2003.

## Controversie
Nel settembre 2014 ha attirato su di sé dure critiche a seguito di alcune dichiarazioni omofobe rilasciate nel corso di una trasmissione televisiva ucraina, dove ha affermato che non accetterebbe un figlio gay, dal momento che l'uomo "è stato creato da Dio per procreare" e che "l'uomo non ha alcun diritto di essere effeminato". Ha poi precisato che sarebbe diverso avere una figlia lesbica perché, a suo parere, le ragazze sono più frivole e l'immagine di due donne che si baciano è più piacevole rispetto a quella di due uomini. L'ex collega Lena Katina si è dissociata da tali affermazioni attraverso un post pubblicato su Facebook.
Nel 2021 ha inoltre causato molteplici disapprovazioni la sua decisione di aderire al partito Russia Unita con leader Vladimir Putin, presidente fermamente contrario a qualsiasi progresso nei diritti LGBT+.

## Discografia

### Discografia solista
Singoli
- 2011 – All Because of You
- 2011 – Sdvinu mir
- 2012 – Back to Her Future (con Dima Bilan)
- 2012 – Ljubov'-suka (con Dima Bilan)
- 2012 – Didn't Wanna Do It
- 2012 – Davaj zakrutim zemlju
- 2014 – Ljubov' v každom mgnovenii (con Lena Katina, Ligalize feat. Mike Tompkins)
- 2015 – Derži rjadom
- 2016 – Spasite ljudi mir
- 2017 – Prosto zabyt'

## Filmografia
Cinema
- You and I, regia di Roland Joffé (2011)
- Zombie Fever (Зомби каникулы), regia di Kirill Kemnic (2013)
- Together Apart (Близко, но далеко), regia di Mark Nunneley – cortometraggio (2014)
- Pesni džinnov (Песни джиннов), regia di Roman Michajlov (2025)

Televisione
- Eralaš (Ералаш), serie TV (1996, 1998)
- Panelák, serie TV – cameo (2014)